# Victòria (Austràlia)
Victòria és un estat del sud-oest d'Austràlia. La seva capital és Melbourne. Inicialment, i fins a 1851 el territori formava part de la Colònia de Nova Gal·les del Sud.
Victòria és l'estat australià amb més densitat de població, i el segon estat amb més habitants. La majoria de la població s'ubica al voltant de la Badia de Port Phillip, que inclou la capital de l'estat i la segona ciutat més gran d'Austràlia, Melbourne. Al sud, Victòria fa frontera amb l'estat de Tasmània; al nord, amb l'estat de Nova Gal·les del Sud; a l'est amb el Mar de Tasmània, i a l'oest amb l'estat d'Austràlia del Sud.
La regió és llar de diverses comunitats aborígens, incloent les comunitats Boon wurrung, Bratauolung, Djadjawurrung, Gunai, Gunditjmara, Taungurong, Wathaurong, Wurundjeri, i Yorta Yorta. La nació Kulin és una aliança de 5 comunitats aborígens de la regió. Abans de la colonització europea, a la regió s'hi parlaven més de 30 llengües aborígens.
El 2007, i fins al 2010, John Brumby. del partit laborista, va ser escollit primer ministre. Des de 2017, el partit polític que governa a l'estat de Victòria és el partit laborista ("Labor Party"), liderat per Daniel Andrews.

## Demografia
L'any 2011 el cens australià indicava que 5,354,042 persones residien a Victòria. L'Australian Bureau of Statistics estima que la població podria créixer fins als 7.2 milions l'any 2050.
Victòria acull avui dia a diverses comunitats d'arreu del món, que han arribat en successives onades migratòries. Anglocèltics, sud-europeus, est-europeus, del sud-est asiàtic, i més recentment, de la Banya d'Àfrica i d'Orient Mitjà. Aproximadament el 72% dels habitants de Victòria han nascut a Austràlia. Aquesta xifra és inferior a Melbourne, però major a les zones rurals de l'estat. Menys de l'1% de la població s'identifica com a aborigen.
Més del 75% de la població de Victòria resideix a Melbourne, al sud de l'estat. Victòria és l'estat més urbanitzat d'Austràlia. Les principals ciutats de Victòria són: 
- Ararat
- Ballarat
- Bendigo
- Colac
- Echuca
- Hamilton
- Horsham
- Geelong
- Melbourne
- Mildura
- Portland
- Shepparton
- Torquay
- Wangaratta
- Warrnambool
- Wodonga

Victòria té 8 universitats públiques, la més antiga de les quals, la Universitat de Melbourne, es va obrir l'any 1853.